# بنز بلیتزن
بنز بلیتزن (به آلمانی: Benz Blitzen) خودرویی بود،رکه ۱۹۰۹ توسط شرکت بنز و در کشور آلمان تولید شد. سال ۱۹۰۹ برای کارل بنز و شرکتش، سال تاریخ سازی شد. بنز گرچه شهرت و اعتبار خوبی در صنعت خودروسازی داشت، اما به شدت از سوی رقبایی که هر روز تعدادشان بیشتر می‌شد، تحت فشار بود و رفته رفته به این نتیجه می‌رسید که تنها شهرتش برای تضمین فروش، شرکت بنز کافی نیست. همزمان دیگر رقبای بنز به قدرت تبلیغاتی مسابقات اتومبیلرانی پی برده بودند و با شرکت در این مسابقات، سهم بنز از بازار را تهدید می‌کردند. بنز در چند مسابقه شرکت کرده بود، اما مایل نبود از این جریان پیروی کند و ترجیح می‌داد تا همچنان ماشین‌های ارزان‌قیمت بسازد.
با این حال، جولیوس گانز، یکی از اعضای هیئت مدیره شرکت بنز آگ، پس از تحقیقاتش به این نتیجه رسید که نمی‌توان به مسابقات بی‌توجه ماند و کارل بنز را متقاعد کرد، که یک خودروی اسپورت بسازد. بنز این ماشین را بلیتزن یا رعد و برق نامید. تنها شش دستگاه از این ماشین ساخته شد، که چهار دستگاه آن هنوز در موزه مرسدس بنز باقی است. این ماشین با موتور ۲۱٫۵ لیتری خود ۲۰۰ اسب بخار قدرت تولید می‌کرد و توانست رکورد سرعت ۲۰۲٫۷ کیلومتر در ساعت را به ثبت برساند. با این رکورد، شرکت بنز سریع‌ترین ماشین جهان را ساخته بود، که حتی از هواپیما و قطار هم تندتر می‌رفت. رکورد بنز بلیتزن هشت سال پابرجا ماند و بنز به همین سرعت به قهرمان بلامنازع مسابقات اتومبیلرانی تبدیل شد.